# IV-divisioona 2016
La IV-divisioona 2016 è stata la 3ª edizione del campionato di football americano di quinto livello (giocato a 7 giocatori), organizzato dalla SAJL.

## Squadre partecipanti
| Club                     | Città      | Stadio | Sponsor ufficiale | Risultato nella stagione 2015 |
| ------------------------ | ---------- | ------ | ----------------- | ----------------------------- |
| Helsinki Wolverines Pink | Helsinki   |        |                   |                               |
| Hyvinkää Falcons         | Hyvinkää   |        |                   |                               |
| Joensuu Wolves           | Joensuu    |        |                   |                               |
| Puuppola Buccaneers      | Jyväskylä  |        |                   |                               |
| Rusko Mayhem             | Rusko      |        |                   |                               |
| Savonlinna Towers        | Savonlinna |        |                   |                               |
| Vaasa Vikings            | Vaasa      |        |                   |                               |

## Stagione regolare

### Calendario

#### 1ª giornata
| Espoo 15 maggio 2016 | Helsinki Wolverines Pink | 0 – 28 | Joensuu Wolves | Keski-Espoon Urheilupuisto |

| Espoo 15 maggio 2016 | Joensuu Wolves | 34 – 0 | Puuppola Buccaneers | Keski-Espoon Urheilupuisto |

| Espoo 15 maggio 2016 | Puuppola Buccaneers | 0 – 22 | Helsinki Wolverines Pink | Keski-Espoon Urheilupuisto |

#### 2ª giornata
| Rusko 11 giugno 2016 | Rusko Mayhem | 52 – 0 | Vaasa Vikings |  |

| Rusko 11 giugno 2016 | Vaasa Vikings | 44 – 0 | Helsinki Wolverines Pink |  |

| Rusko 11 giugno 2016 | Helsinki Wolverines Pink | 2 – 24 | Rusko Mayhem |  |

#### 3ª giornata
| Vaasa 2 luglio 2016 | Vaasa Vikings | 22 – 12 | Hyvinkää Falcons |  |

| Vaasa 2 luglio 2016 | Hyvinkää Falcons | 0 – 52 | Joensuu Wolves |  |

| Vaasa 2 luglio 2016 | Joensuu Wolves | 31 – 12 | Vaasa Vikings |  |

#### 4ª giornata
| Hyvinkää 9 luglio 2016 | Hyvinkää Falcons | 14 – 30 | Puuppola Buccaneers |  |

| Hyvinkää 9 luglio 2016 | Puuppola Buccaneers | 0 – 58 | Rusko Mayhem |  |

| Hyvinkää 9 luglio 2016 | Rusko Mayhem | 60 – 6 | Hyvinkää Falcons |  |

#### 5ª giornata
| Savonlinna 23 luglio 2016 | Savonlinna Towers | 74 – 0 | Helsinki Wolverines Pink |  |

| Savonlinna 23 luglio 2016 | Helsinki Wolverines Pink | 0 – 54 | Hyvinkää Falcons |  |

| Savonlinna 23 luglio 2016 | Hyvinkää Falcons | 12 – 28 | Savonlinna Towers |  |

#### 6ª giornata
| Joensuu 7 agosto 2016 | Joensuu Wolves | 20 – 38 | Rusko Mayhem |  |

| Joensuu 7 agosto 2016 | Rusko Mayhem | 28 – 22 | Savonlinna Towers |  |

| Joensuu 7 agosto 2016 | Savonlinna Towers | 6 – 40 | Joensuu Wolves |  |

#### 7ª giornata
| Jyväskylä 13 agosto 2016, ore 13:30 | Puuppola Buccaneers | 28 – 20 | Savonlinna Towers | Säynätsalon kenttä |

| Jyväskylä 13 agosto 2016, ore 15:00 | Savonlinna Towers | 12 – 24 | Vaasa Vikings | Säynätsalon kenttä |

| Jyväskylä 13 agosto 2016, ore 16:30 | Vaasa Vikings | 8 – 20 | Puuppola Buccaneers | Säynätsalon kenttä |

### Classifica
La classifica della regular season è la seguente:
- PCT = percentuale di vittorie, G = partite giocate, V = partite vinte,  P = partite perse, PF = punti fatti, PS = punti subiti

| Pos. | Squadra                  | PCT   | G | V | N | P | PF  | PS  |
| ---- | ------------------------ | ----- | - | - | - | - | --- | --- |
| 1    | Rusko Mayhem             | 1.000 | 6 | 6 | 0 | 0 | 260 | 50  |
| 2    | Joensuu Wolves           | .833  | 6 | 5 | 0 | 1 | 205 | 56  |
| 3    | Puuppola Buccaneers      | .500  | 6 | 3 | 0 | 3 | 78  | 156 |
| 4    | Vaasa Vikings            | .500  | 6 | 3 | 0 | 3 | 110 | 127 |
| 5    | Savonlinna Towers        | .333  | 6 | 2 | 0 | 4 | 162 | 132 |
| 6    | Hyvinkää Falcons         | .167  | 6 | 1 | 0 | 5 | 98  | 192 |
| 7    | Helsinki Wolverines Pink | .167  | 6 | 1 | 0 | 5 | 24  | 224 |

## Playoff

### Tabellone
|  | Semifinali | Semifinali          | Semifinali |                |   | IV Äijämalja    | IV Äijämalja        | IV Äijämalja    |  |
|  |            |                     |            |                |   |                 |                     |                 |  |
|  | 1          | Rusko Mayhem        | 32         |                |   |                 |                     |                 |  |
|  | 1          | Rusko Mayhem        | 32         |                |   |                 |                     |                 |  |
|  | 4          | Vaasa Vikings       | 0          |                |   |                 |                     |                 |  |
|  | 4          | Vaasa Vikings       | 0          |                | 1 | Rusko Mayhem    | 30                  |                 |  |
|  |            |                     |            |                | 1 | Rusko Mayhem    | 30                  |                 |  |
|  |            |                     | 2          | Joensuu Wolves | 0 |                 |                     |                 |  |
|  | 2          | Joensuu Wolves      | 2          | Joensuu Wolves | 0 | 20              |                     |                 |  |
|  | 2          | Joensuu Wolves      |            |                |   | 20              |                     |                 |  |
|  | 3          | Puuppola Buccaneers | 12         |                |   | Finale 3º posto | Finale 3º posto     | Finale 3º posto |  |
|  | 3          | Puuppola Buccaneers | 12         |                |   |                 |                     |                 |  |
|  |            |                     |            |                |   |                 |                     |                 |  |
|  |            |                     |            |                |   | 4               | Vaasa Vikings       | 0               |  |
|  |            |                     |            |                |   | 4               | Vaasa Vikings       | 0               |  |
|  |            |                     |            |                |   | 3               | Puuppola Buccaneers | 28              |  |

### Semifinali
| Rusko 28 agosto 2016, ore 12:00 | Rusko Mayhem | 32 – 0 | Vaasa Vikings | Kirkonkylän urheilukenttä |

| Rusko 28 agosto 2016, ore 13:30 | Joensuu Wolves | 20 – 12 | Puuppola Buccaneers | Kirkonkylän urheilukenttä |

### Finale 3º - 4º posto
| Rusko 28 agosto 2016, ore 17:00 | Vaasa Vikings | 0 – 28 | Puuppola Buccaneers | Kirkonkylän urheilukenttä |

### IV Äijämalja
| Rusko 28 agosto 2016, ore 16:30 | Rusko Mayhem | 30 – 0 | Joensuu Wolves | Kirkonkylän urheilukenttä |

## Verdetti
- Rusko Mayhem Vincitori dell'Äijämalja 2016